# Campeonato Maranhense de Futebol de 1972
O Campeonato Maranhense de Futebol de 1972 foi a 51º edição da divisão principal do campeonato estadual do Maranhão. O campeão foi o Sampaio Corrêa que conquistou seu 12º título na história da competição. O artilheiro do campeonato foi Zé Branco, jogador do Moto Club, com 8 gols marcados.

## Premiação
| Campeonato Maranhense de 1972       |
| São Luís                            |
| ----------------------------------- |
| Sampaio Corrêa Campeão (12º título) |